# المقداحة (حزم العدين)

تعديل مصدري - تعديل

المقداحة محلة تابعة لقرية وادي هنا، التابعة لعزلة الاصيور بمديرية حزم العدين إحدى مديريات محافظة إب في الجمهورية اليمنية، بلغ تعداد سكانها 20 حسب تعداد اليمن لعام 2004.